# Métisse Motorcycles

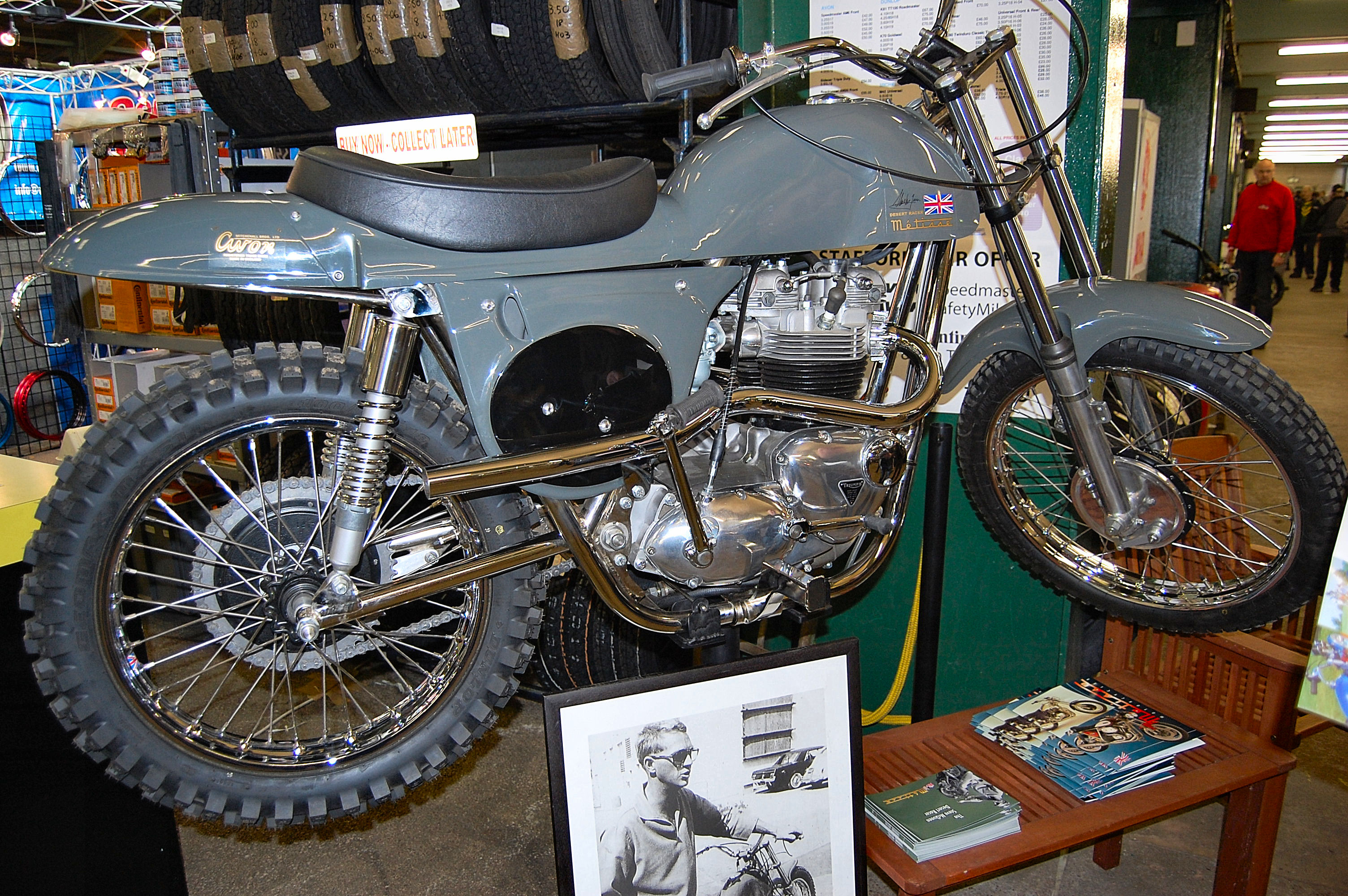
Métisse Steve McQueen Desert Racer

Métisse Motorcycles est un petit fabricant britannique de  motos et de cadres de motos basé à Carswell, près de Faringdon, dans le Oxfordshire.
Depuis 1982, Métisse fabrique des kits de cadre de moto pour moteurs britanniques. L'ancien propriétaire, Pat French, a acheté l'outillage utilisé à l'origine par les frères Rickman (qui avait produit la première Mk1 Metisse en 1959) afin de produire des cadres et un châssis robustes et légers pour une utilisation compétitive en motocross.
Métisse s'est concentré sur l'utilisation d'acier plaqué de haute qualité pour ses différents cadres. French produisait des cadres Mk IV, puis MkIII pour les scrambles rétro jusqu’au milieu des années 1990, lorsque la demande s’est raréfiée. Un partenariat a été formé avec Gerry Lisi pour poursuivre la fabrication, qui a continué jusqu'à la retraite de French. French mourut en 2007. Lisi continua de gérer Métisse dans ses locaux de Carswell, où les opérations sur les motos sont un peu en retrait par rapport à la principale activité de terrains de golf.
Métisse fabrique maintenant des motos complètes, généralement à partir de pièces et de moteurs achetés, bien que la récente Mk5 soit équipée d'un moteur Métisse 997cm3 twin parallèle à 360 ° refroidi par air et par huile,,.

## Steve McQueen Desert Racer
La Steve McQueen Métisse Desert Racer est une édition limitée de 300 motos complètes, réplique de la moto conduite par l'acteur Steve McQueen entre 1966 et 1967,. La Desert Racer utilise un moteur original Triumph Meriden 6T de 650 cm3 entièrement remis à neuf. La moto de McQueen avait un cadre Métisse et avait été construit par son ami l'acteur et cascadeur Bud Ekins.

## Métisse Hammer Mk3
Semblable au Desert Racer, le Hammer est une version du Métisse Mk3 Scrambler qui était la moto emblématique utilisée par Ilya Kuryakin dans la série télévisée "Des agents très spéciaux".

## Métisse Mk5
Le produit le plus complet de la firme est la Métisse Mk5, une moto faite sur mesure avec un twin parallèle 997 cm3 refroidi par air et 5 vitesses. La Mk5 a non seulement un châssis Métisse, mais aussi un nouveau moteur "Adelaide" à 8 soupapes conçu et fabriqué en interne par Métisse. La Mk5 est une moto fabriquée à la main et la position de conduite est adaptée aux dimensions du client. La société fournit à l’acheteur un portefeuille contenant des images de la moto lors de sa construction, ainsi que la documentation de ses spécifications.
Le Mk5 est disponible en tant que "Café Racer" (avec ou sans coiffe de nez), ou en tant que "Street Scrambler" . La moto est dotée d'un cadre berceau en chrome-molybdène 4130, d'une fourche Ceriani de 41 mm et de deux amortisseurs arrière Öhlins. Le moteur produit une puissance revendiquée de 97 ch (72 kW) et un couple de 95 N m avec une vitesse maximale de 190 km/h,. Les freins avant sont des disques jumeaux de 320 mm avec un étrier Brembo, tandis que l’arrière est un disque simple de 220 mm, également avec un étrier Brembo. Le prototype de roadster 2010, d'un poids sec de 180 kg, a été mis au point comme "Street Scrambler".